# كهوف شيناندوا
كهوف شيناندوا (بالإنجليزية: Shenandoah Caverns)‏؛ هي مجموعة من الكهوف التي تقع في مقاطعة شيناندوا في الولايات المتحدة.

## السياحة
تعد «كهوف شيناندوا» إحدى مواقع الجذب السياحي في مقاطعة شيناندوا في ولاية فرجينيا الأمريكية.